# Províncias da Nova Zelândia

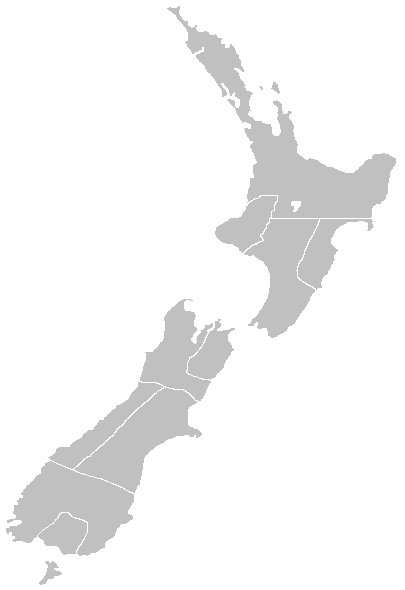
Mapa da Nova Zelândia mostrando as fronteiras das províncias da Nova Zelândia

As Províncias de Nova Zelândia existiam de 1841 até 1876 como uma forma de governo subnacional. Elas foram substituídas por municípios, que foram, eles próprios, substituídos por distritos. 
Depois da abolição, as províncias tornaram-se conhecidas como distritos da província.Hoje, a sua única função, é a sua utilização para determinar, com exceção das Ilhas Chatham, do Northland e  da Canterbury do sul, os limites geográficos para o dia do feriado da província. 

## 1841-1853
Quando a Nova Zelândia tornou-se a colónia da Nova Gales do Sul, em 1841, uma Carta Real estabeleceu três províncias: 
- Nova Ulster (Ilha do Norte a norte do rio Patea)
- Nova Munster (Ilha do Norte a sul do rio Patea, e Ilha do Sul)
- Nova Leinster (Ilha Stewart / Rakiura)

Em 1846, o Parlamento britânico aprovou a primeira Constituição da Nova Zelândia, que foi quase totalmente suspensa a assessoria do governador George Edward Grey. As únicas disposições operatórias eram relacionadas com a reforma das províncias. As províncias foram reformuladas: 
- Nova Ulster (toda a Ilha do Norte)
- Nova Munster (a Ilha do Sul mais Stewart Island / Rakiura)

Além disso, as províncias foram separadas do governo central pela primeira vez. 

## 1853-1876

### Criação
Com a Constituição de Nova Zelândia de 1852 (Reino Unido), formaram-se novas províncias. Esta lei estabeleceu as primeiras seis províncias de Auckland, Nova Plymouth, Wellington, Nelson, Canterbury, e Otago. Cada província tinha sua própria legislatura conhecida como Conselho Provincial, que elegia o seu próprio Presidente e Superintendente. 
A lei também criou uma "Assembleia Geral do cidadão"  que constituida por um Conselho Legislativo nomeado pelo Governador e a, directamente eleita, Câmara dos Representantes.
Essas províncias entraram em vigor no dia 17 de janeiro de 1853 e os regulamentos que definiram os seus limites, foram publicados no dia 28 de fevereiro. Um regulamento eleitoral, foi publicado, no dia 5 de março. As eleições foram abertas aos homens que tinham pelo menos 21 anos, e que possuíam rendimentos no valor de £ 50 por ano. As eleições deviam ser realizadas todos os quatro anos. A Constituição de Nova Zelândia de 1857 previa a nomeação de um superintendente-adjunto. 
O Ato da Constituição previa a criação de províncias adicionais, e quando a expansão do assentamento europeu entre os centros originais do governo provincial e as colonias periféricas cresceu, a Assembléia Geral aprovou o ato para as novas províncias de 1858. 
Esta lei permitiu a qualquer distrito, que tenha entre 500.000 e 3 milhões de hectares de terra e com uma população europeia de pelo menos 1.000 pessoas, fazer uma petição para a separação, desde que tenha o acordo de pelo menos 60% dos eleitores . Dai resultou, a separação da província da Baia de Hawke de Wellington, no dia 1 de novembro de 1858; da província de Marlborough de Nelson no dia 1 de novembro de 1859, e da província Southland de Otago, no dia 1 de abril de 1861. Nova Plymouth também mudou seu nome para Taranaki ao abrigo da mesma lei. 
| Província    | Data de criação | Formada a partir da Província | Data da dissolução | Rasão                   |
| ------------ | --------------- | ----------------------------- | ------------------ | ----------------------- |
| Auckland     | 17 Janeiro 1853 | Nova Ulster                   | 1 Novembro 1876    | Abolição das Províncias |
| New Plymouth | 17 Janeiro 1853 | Nova Ulster                   | 1 Novembro 1876    | Abolição das Províncias |
| Hawke's Bay  | 1 Novembro 1858 | Wellington                    | 1 Novembro 1876    | Abolição das Províncias |
| Wellington   | 17 Janeiro 1853 | Nova Ulster                   | 1 Novembro 1876    | Abolição das Províncias |
| Nelson       | 17 Janeiro 1853 | Nova Munster                  | 1 Novembro 1876    | Abolição das Províncias |
| Marlborough  | 1 Novembro 1859 | Nelson                        | 1 Novembro 1876    | Abolição das Províncias |
| Westland     | 1 Dezembro 1873 | Canterbury                    | 1 Novembro 1876    | Abolição das Províncias |
| Canterbury   | 17 Janeiro 1853 | Nova Munster                  | 1 Novembro 1876    | Abolição das Províncias |
| Otago        | 17 Janeiro 1853 | Nova Munster                  | 1 Novembro 1876    | Abolição das Províncias |
| Southland    | 25 Março 1861   | Otago                         | 5 Outubro 1870     | Reunificação com Otago  |

1. ↑  Mudou de nome no 1 de Janeiro de 1859
2. ↑  Condado independente no 1 de Janeiro de 1868

### Abolição
Logo que foram creadas, as províncias da Nova Zelândia foram sujeito a um debate político prolongado. Duas fracções surgiram na "Assembléia Geral": os "Centralists", a favor dum governo central forte e os "Provincialists", a favor de governos regionais fortes. Os "Centralists" membros da Assembléia Geral viam as Províncias como interessadas, e propensas a políticas clientelistas. Por exemplo, na construção dos caminhos de ferro, três províncias haviam construído ferrovias (como foi o caso na Austrália) com diferentas bitolas, como o "Canterbury Provincial Railways" que foi construído com "bitola larga", ou o "Southland's railways" construído com "bitola estandardisada". Dai resultou, o "Public Works Act" de 1870 que estandardisou a "bitola" que devia ser usada, e a primeira linha ferroviária do Otago, o "Port Chalmers railway", foi construída com o novo padrão "bitola estreita". O Tesoureiro Colonial Julius Vogel lançou seus famosos projectos de imigração e de obras públicas da década de 1870, pedindo a soma enorme de 10 milhões de libras, para desenvolver infra-estruturas importantes, tal como estradas, ferrovias e comunicações, todos administrados pelo governo central. Isto diminuiu o poder das províncias. As províncias foram finalmente abolidas pela lei de supressão das Províncias de 1876, durante o legislatura do primeiro-ministro da Nova Zelândia Harry Atkinson. Finalmente, as províncias deixaram formalmente de existir no dia 1 de Janeiro de 1877. 

## Substituição
Após a abolição das províncias, o governo local foi investido nos eleitos dos bairros e conselhos municipais. O "Counties Bill" de 1876 criou 63 condados fora das antigas províncias. As antigas fronteiras das províncias serviram como áreas administrativas para as áreas de ensino, criadas ao abrigo da Lei da Educação de 1877 e para os escritórios de vários departamentos governamentais, incluindo o "Department of Lands and Survey". Em 1989, os municípios foram substituídos pelos Conselhos Distritais alargados. 

## Uso moderno dos nomes antigos
É importante notar que os distritos da província têm limites diferentes das atuais regiões, por exemplo, a região "Manawatu-Wanganui" situa-se em grande parte no distrito da província de Wellington. 
Alguns dos nomes persistem noutros contextos, bem como os distritos de administração de saúde.